# Министерство мелиорации и водного хозяйства Татарской АССР
Министерство мелиорации и водного хозяйства Татарской АССР — орган государственной власти Татарской АССР.
Подчинялось Совету Министров ТАССР и одноимённому министерству РСФСР.

## История
Образовано в 1968 году на базе одноимённого управления, созданного в 1961 году находившегося в подчинении Совета Министров Татарской АССР. Упразднено Указом Президиума Верховного Совета Татарской АССР от 11 сентября 1989 года с передачей функций объединению «Татводмелиорация».

## Министры[2]
- Каратаев, Хайдар Касымович (1968-1969)
- Шаймиев, Минтимер Шарипович (1969-1983)
- Захаров, Геннадий Николаевич[тат.] (1983-1985)
- Самаренкин, Анатолий Константинович (1985-1989)